# Franz von Uchatius

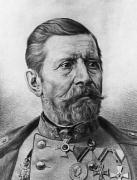
Franz Freiherr von Uchatius
(1811–1881)

Franz Freiherr von Uchatius (* 20. Oktober 1811 in Theresienfeld, Niederösterreich; † 4. Juni 1881 in Wien) war ein österreichischer Feldmarschallleutnant, Artillerieexperte und gilt als einer der genialsten Konstrukteure und Erfinder im Bereich der Österreichisch-Ungarischen Artillerie.

## Herkunft und militärische Laufbahn

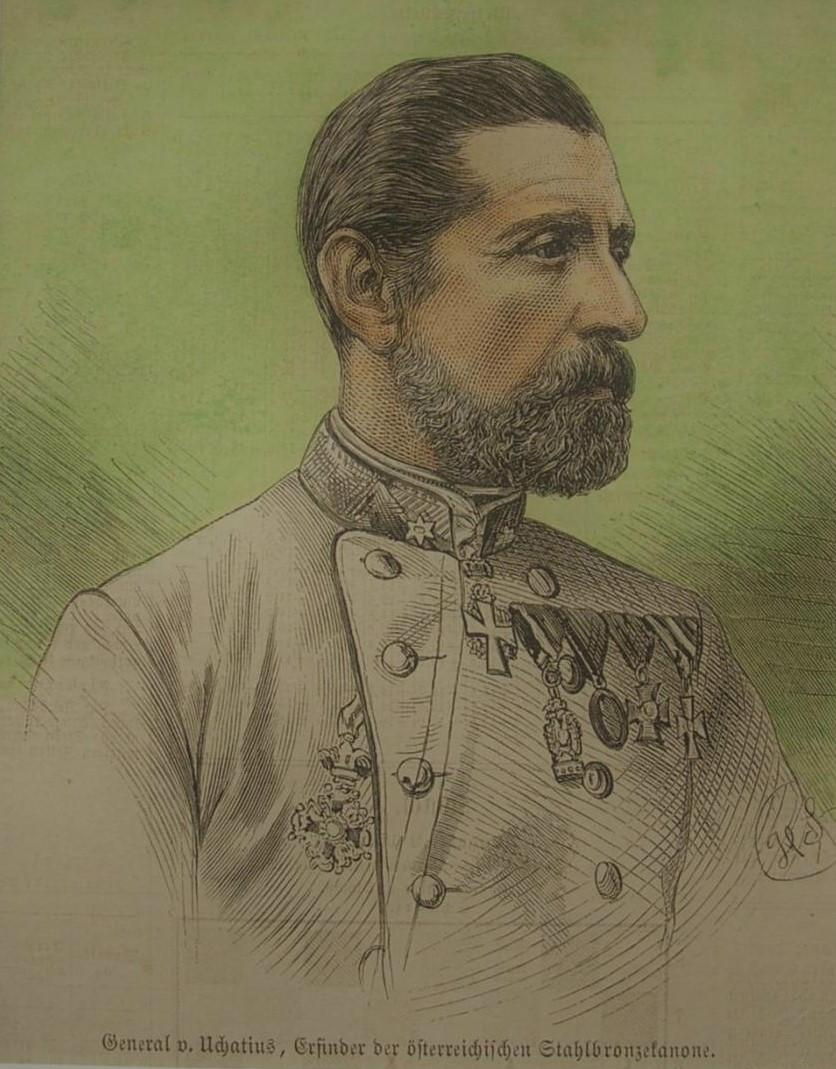
General Franz von Uchatius (1875)

Franz Uchatius war ein Sohn des k.k. Straßenkommissär Vitus Uchatius, (* 1765 in Klattau (heute Klatovy), Westböhmen im Kaisertum Österreich) und dessen Ehefrau Barbara (geb. Mutzbauer) aus Leuchtenberg in der Oberpfalz. Er hatte einen Bruder, Josef Uchatius. Als Absolvent des Gymnasiums in Wiener Neustadt trat Franz 1829 als Kadett in das k.k. Artillerieregiment Nr. 2 ein. Er erhielt eine mehrjährige mathematisch-technische Ausbildung in der Schule des 1786 gegründeten k.k. Bombardierkorps, vervollkommnete diese Ausbildung in der chemisch-physikalischen Lehranstalt als Laborant und Assistent eines Professors und fiel durch außergewöhnliche Intelligenz und Fleiß auf. Als der Sultan der Türkei einige Gruppen von Offizieren nach Wien schickte, wo sie von Artillerie-General und Polyhistor Franz von Hauslab ausgebildet wurden, war Uchatius deren Lehrer für Physik und Chemie. Er war einer der ersten, der Daguerreotypien und Fotografien herstellte. Uchatius maß dieser Erfindung keine größere Bedeutung zu und verkaufte sie mit allen Rechten an den Berufszauberer Ludwig Döbler, der nach einigen Jahren ein reicher Mann wurde.
Ab 1837 war Franz Uchatius Feuerwerker (Feldwebel bei der Artillerie). 1841 wurde er in die k.k. Geschützgießerei des Wiener Arsenals versetzt und 1843 zum Leutnant befördert. Von da an begann sich Uchatius noch mehr mit technischen Innovationen zu beschäftigen. Zu dieser Zeit gelang ihm auch die Erfindung des „Nebelbildapparates“, der gezeichnete Bilder projizieren konnte und der erste cinematographische Vorführapparat war. Uchatius gilt damit auch als Erfinder des „bewegten Bildes“.
In der Revolution von 1848/49 im Kaisertum Österreich machte er mit dem k.k. Feldartillerieregiment Nr. 3 den Feldzug in Italien und in Ungarn mit. Bei der Belagerung des revolutionären Venedig schlugen er und sein Bruder Josef, beide Artillerieoberleutnante, vor, durch heißluftgefüllte Papierballons mehrere 30 Pfund schwere Bomben auf die Stadt werfen zu lassen. 1849 erfolgte dann tatsächlich die Bombardierung Venedigs, welche damit den ersten Luftangriff der Weltgeschichte mit 110 von Uchatius konstruierten und hergestellten Ballonbomben darstellt. Restbestände dieser Bomben können heute noch im Heeresgeschichtlichen Museum in Wien besichtigt werden.
1856 veröffentlichte Franz Uchatius ein verbessertes Verfahren zur Erzeugung von Stahl, dem heute nach ihm benannten „Uchatius-Stahl“. Bald darauf erfand er ein Herstellungsverfahren von sogenannter Hart- oder Stahlbronze, welche 75 % billiger war als Gussstahl war und als Geschützrohrmaterial beinahe dieselbe Qualität aufwies. Dadurch hatte Österreich-Ungarn einen billigeren Geschützwerkstoff als Stahl und konnte sich von ausländischen Importen unabhängig machen. Pläne, aus der Uchatius-Bronze nicht nur leichte, sondern auch schwere 30,5-cm-Schiffsgeschütze herzustellen, wurden nicht realisiert; die Geschütze für die Kronprinz Erzherzog Rudolf wurden bei Krupp bestellt.

## Auszeichnungen
1851 wurde Uchatius zum Hauptmann befördert, 1857 wurde er mit dem Orden der Eisernen Krone 3. Klasse ausgezeichnet und aufgrund der Ordensstatuten als "Ritter von Uchatius" in den österreichischen erblichen Adelsstand erhoben. 1860 wurde er fünfzigjährig zum Major befördert und zum Vorsteher der Geschützgießerei bestellt. 1867 wurde er Oberst, 1871 erfolgte seine Ernennung zum Kommandanten des Artilleriezeugskommandos im Wiener Arsenal. 1874 wurden seine Leistungen durch die Beförderung zum Generalmajor gewürdigt. 1875 erfolgte die Verleihung des Kommandeurkreuzes des St.-Stephans-Ordens, sowie die Würde eines Geheimen Rats; 1876 die Erhebung in den Freiherrenstand. 1877 erhielt Franz Freiherr von Uchatius den Orden der Eisernen Krone 2. Klasse. 1879 folgte die Ernennung zum Feldmarschallleutnant.

## Lebensende

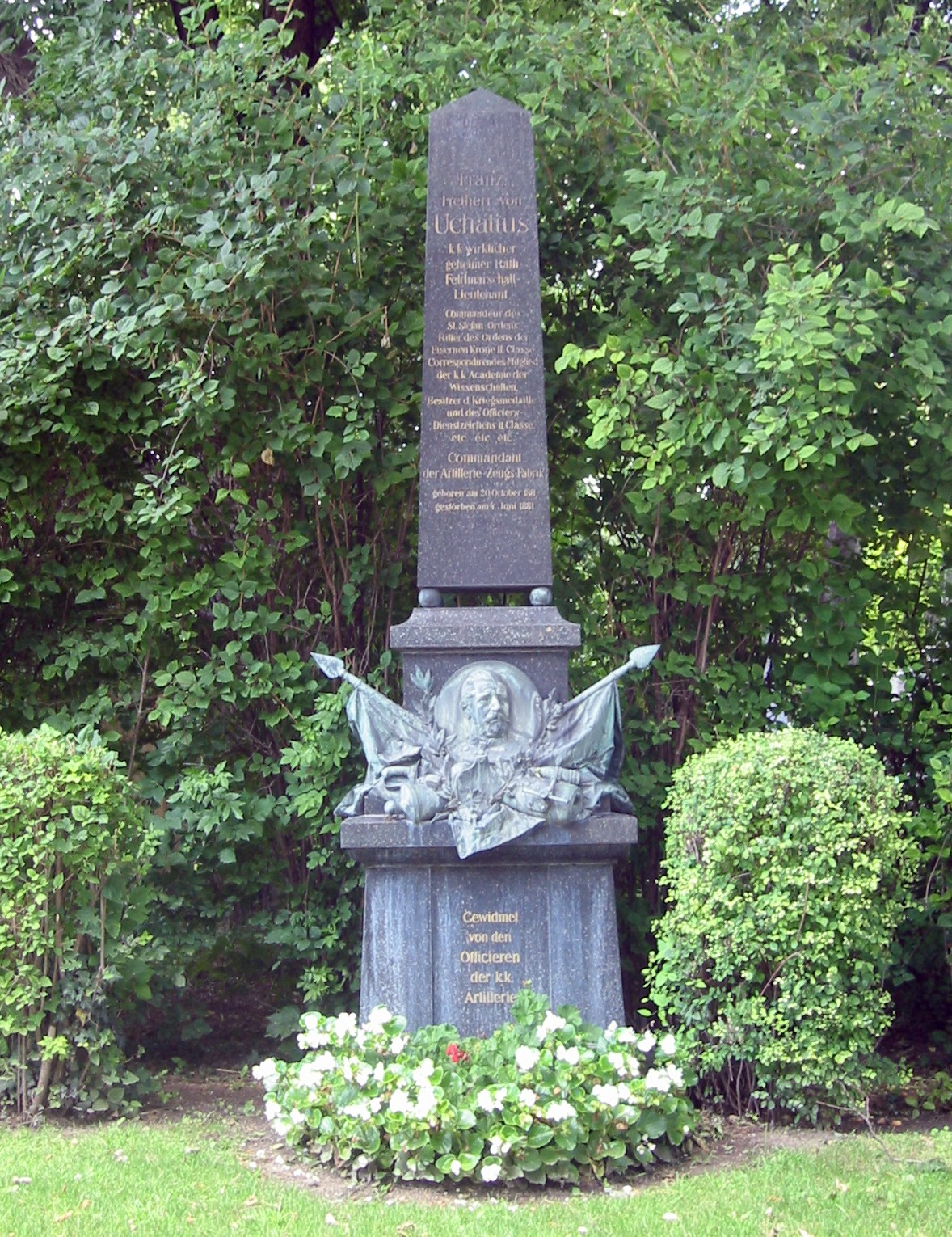
Ehrengrab des Freiherrn von Uchatius auf dem Wiener Zentralfriedhof

Das Leben des Franz Freiherr von Uchatius endete unerwartet im 70. Lebensjahr ohne Andeutungen oder Aufzeichnungen durch Selbstmord. Ob ein Missgeschick mit den Schiffsgeschützen oder das Wissen um ein unheilbares Magenleiden die Ursache waren, bleibt bis heute unklar. Es wurde darüber spekuliert, dass verletztes Ehrgefühl wegen der Bestellung der Schiffsgeschütze bei Krupp Anlass für die Selbsttötung war. Sein Ehrengrab befindet sich auf dem Wiener Zentralfriedhof (Gruppe 14 A, Nummer 35).

## Erinnerung
Nebst der Stahlerzeugung, die seinen Namen als Uchatius-Verfahren trägt, erinnert die Uchatiusgasse in Wien-Landstraße (3. Bezirk) an ihn als einen der bedeutendsten Pioniere der Technik, die aus Österreich stammen. Auch die Kaserne des Bundesheeres in Kaisersteinbruch trägt nach ihm seit 1967 den Namen Uchatius-Kaserne.

## Erfindungen

### Bildprojektion
1845 führten seine filmtechnischen Versuche, die „Zauberscheiben“ von Simon Stampfer mit der Laterna magica zu kombinieren, zum Erfolg. Bewegte Bilder konnten nun dank dieses Projektors mehreren Personen gleichzeitig vorgeführt werden.

### Stahlerzeugung
1856 veröffentlichte Uchatius ein verbessertes, günstigeres Verfahren für die Erzeugung von Gussstahl (Uchatius-Stahl).

### Rüstungstechnik
1844, während seiner Zeit als Leutnant in der Geschützgießerei, projektierte er den ersten Friktionszünder und erfand eine neue Methode für die quantitative Bestimmung des Kohlenstoffs im Roheisen.
Bei der Belagerung von Venedig, das sich 1848 als unabhängig von Österreich erklärt hatte, schlug er vor, durch wasserstoffgefüllte Papierballons Bomben auf die Stadt werfen zu lassen. Am 2. Juli 1849 erfolgte tatsächlich dieser erste Luftangriff der Weltgeschichte mit 110 von Uchatius hergestellten Bomben – was trotz relativ geringer Sachschäden nicht ohne Folgen für die Moral der Bevölkerung der Stadt blieb, sie fühlte sich dieser neuartigen Waffe aus der Luft schutzlos ausgeliefert. Am 22. August 1849 kapitulierte Venedig.
Uchatius erfand ebenso ein Verfahren für die Erzeugung von Stahlbronze. Mit dieser, seiner Geschützbronze schuf Uchatius einen Geschützrohrwerkstoff, der erheblich preiswerter als Stahl war und der Österreich bei der Geschützerzeugung vom Ausland unabhängig machte. Das erste Geschütz aus Uchatius-Bronze wurde 1874 gegossen. Bald war die gesamte Feldartillerie mit Geschützen aus diesem Material ausgestattet. Die Konstruktionsverhältnisse entnahm Uchatius hauptsächlich den von Friedrich Krupp in Essen gelieferten Versuchsmodellen. Sein 1875 eingeführtes Artilleriematerial wurde noch bis ins 20. Jahrhundert verwendet. Für die Geschosse konstruierte er sogenannte Ringhohlgeschosse, die seitdem in fast allen Armeen angewendet wurden.
1861 ersann Uchatius ein Materialprüfungsverfahren für Geschützmetalle und erfand die „Pulverprobe“ zur Messung des im Geschützrohr herrschenden Gasdrucks.

## Weiteres
Uchatius betätigte sich als Autor von Rätseln. 1879 erschien sein Werk „Nüsse für Weihnachten 1879. 230 neue Rätsel“.